# Canton de Bazas
Le canton de Bazas est une ancienne division administrative française située dans le département de la Gironde, en région Aquitaine.

## Géographie
Ce canton était organisé autour de Bazas, dans l'arrondissement de Langon. Son altitude varie de 34 m (Bazas) à 144 m (Gajac) pour une altitude moyenne de 99 m.

## Composition
Le canton de Bazas regroupait treize communes et comptait 9 688 habitants (population municipale) au 1er janvier 2012.
| Nom               | Code Insee | Intercommunalité | Superficie (km2) | Population (dernière pop. légale) | Densité (hab./km2) |
| ----------------- | ---------- | ---------------- | ---------------- | --------------------------------- | ------------------ |
| Bazas (chef-lieu) | 33036      | CC du Bazadais   | 37,29            | 4 734 (2014)                      | 127                |
| Aubiac            | 33017      | CC du Bazadais   | 5,62             | 268 (2014)                        | 48                 |
| Bernos-Beaulac    | 33046      | CC du Bazadais   | 36,80            | 1 142 (2014)                      | 31                 |
| Birac             | 33053      | CC du Bazadais   | 10,17            | 225 (2014)                        | 22                 |
| Cazats            | 33116      | CC du Bazadais   | 7,48             | 378 (2014)                        | 51                 |
| Cudos             | 33144      | CC du Bazadais   | 34,21            | 821 (2014)                        | 24                 |
| Gajac             | 33178      | CC du Bazadais   | 12,28            | 386 (2014)                        | 31                 |
| Gans              | 33180      | CC du Bazadais   | 7,01             | 189 (2014)                        | 27                 |
| Lignan-de-Bazas   | 33244      | CC du Bazadais   | 11,10            | 366 (2014)                        | 33                 |
| Marimbault        | 33270      | CC du Bazadais   | 6,71             | 193 (2014)                        | 29                 |
| Le Nizan          | 33305      | CC du Bazadais   | 15,21            | 476 (2014)                        | 31                 |
| Saint-Côme        | 33391      | CC du Bazadais   | 5,96             | 315 (2014)                        | 53                 |
| Sauviac           | 33507      | CC du Bazadais   | 11,15            | 310 (2014)                        | 28                 |

## Démographie
| 1962  | 1968  | 1975  | 1982  | 1990  | 1999  | 2006  | 2011  | 2012  |
| ----- | ----- | ----- | ----- | ----- | ----- | ----- | ----- | ----- |
| 8 667 | 8 497 | 8 439 | 8 340 | 8 181 | 8 318 | 9 126 | 9 644 | 9 688 |

## Histoire
- De 1833 à 1848 les cantons de Bazas et de Grignols avaient le même conseiller général. Le nombre de conseillers généraux était limité à 30 par département[4].

## Représentation

### Conseillers généraux de 1833 à 2015
| Période | Période          | Identité                         | Étiquette              | Qualité |
| ------- | ---------------- | -------------------------------- | ---------------------- | --- |
| 1833    | 1839             | Raymond Bayle (1788-1858)        |                        | Maire de Bazas, juge au Tribunal d'instance Commandant de la Garde nationale                                                                                                |
| 1839    | 1845             | Joseph Henri Galos               | Majorité ministérielle | Négociant à Bordeaux Député (1837-1848) |
| 1845    | 1850             | Jean Servière                    | Libéral                | Avocat à Bazas, député (1848-1849) |
| 1850    | 1852             | Pierre Maxime Lalaurie           |                        | Médecin à Bordeaux |
| 1852    | 1870             | Jean Émile Saint-Espès-Lescot    |                        | Président du tribunal de première instance de Périgueux Maire de Bazas (1851-1853)                                                                                          |
| 1870    | 1878 (démission) | Pierre Augustin Victor Dubacquié | Républicain            | Médecin à Bazas |
| 1878    | 1880             | Henri Drouilhet de Sigalas       | Droite royaliste       | Maire de Bazas (1875-1876) |
| 1880    | 1892             | Théophile Servière               | Républicain            | Propriétaire, maire de Bazas (1871-1874) (1876-1892), conseiller d'arrondissement                                                                                           |
| 1892    | 1898             | Camille Darquey                  | Républicain            | Maître de forges - Propriétaire - Maire de Bernos (1892-1898)(1908-1913) |
| 1898    | 1925 (décès)     | Marcel Courrégelongue            | RG                     | Enseignant - Propriétaire - Maire de Bazas (1895-1925), conseiller d'arrondissement Sénateur (1904-1924)                                                                    |
| 1925    | 1940             | Jean Peyri                       | RG                     | Médecin, maire de Bazas (1929-1944) Nommé conseiller départemental en 1943                                                                                                  |
|         |                  |                                  |                        | |
| 1945    | 1970             | Marcel Martin                    | DVG puis DVD           | Médecin, maire de Bazas (1944-1971) |
| 1970    | 1982             | Émile Durand                     | app. RI puis UDF       | Agriculteur - Maire de Cudos (1971-1989), député (1974-1978) |
| 1982    | 1988             | Michel Marchal                   | PS                     | Formateur, Bazas |
| 1988    | 2015             | Jean Darremont                   | UDF puis UMP           | Chirurgien-dentiste, conseiller municipal et maire de Cudos (1989-2008), Suppléant de la députée Marie-Hélène des Esgaulx (2002-2007) chevalier de l'ordre du Mérite (2011) |

### Conseillers d'arrondissement (de 1833 à 1940)
Le canton de Bazas avait deux conseillers d'arrondissement.
Il appartenait à l'arrondissement de Bazas, supprimé en 1926.
| Période                                  | Période           | Identité                                      | Étiquette                         | Qualité |
| ---------------------------------------- | ----------------- | --------------------------------------------- | --------------------------------- | --- |
| 1833                                     | 1848              | Antoine Marie Darnaud de Pierron ainé         |                                   | Propriétaire à Bazas                                                                                        |
| 1833                                     | 1842              | Joseph Saige                                  |                                   | Avocat, juge de paix, propriétaire à Bazas                                                                  |
| 1842                                     | 1848              | Georges Martin Saint-Espès-Lescot (1789-1872) |                                   | Président du Tribunal de Première instance, à Bazas                                                         |
|                                          |                   |                                               |                                   | |
| 1877                                     | 1880              | Théophile Servière                            | Républicain                       | Propriétaire, maire de Bazas (1871-1874)                                                                    |
| 1877                                     | 1892 (démission)  | Élie Darquey                                  | Républicain                       | Maître de forges - Propriétaire - Maire de Bernos                                                           |
| avant 1883                               | 1887 (décès)      | Jean Marcand                                  | Républicain                       | Médecin vétérinaire, conseiller municipal de Bazas                                                          |
| 1887                                     | mars 1895 (décès) | Théophile Peyri                               | Républicain                       | Maire de Bazas (1892-1895)                                                                                  |
| 1892                                     | 1898              | Marcel Courrégelongue                         | Républicain                       | Enseignant - Propriétaire - Maire de Bazas (1895-1925)                                                      |
| 1895                                     | 1913              | Edmond Labbé                                  | Républicain                       | Notaire, Président du Conseil d'arrondissement, conseiller municipal de Bazas                               |
| 1898                                     | 1913              | Gabriel Salles                                | Républicain puis RG               | Banquier, conseiller municipal de Bazas                                                                     |
| 1913                                     | 1937              | Alfred Séguinard                              | RG                                | Médecin, Maire de Bazas (1925-1929)                                                                         |
| 1913                                     | 1940              | Henri Ferrand                                 | Alliance démocratique et radicale | Médecin, adjoint au maire de Bazas                                                                          |
| 1937                                     | 1940              | Pierre Soubiran                               | Alliance démocratique et radicale | Médecin, adjoint au maire de Bazas                                                                          |
| 1940                                     |                   |                                               |                                   | Les conseils d'arrondissement ont été suspendus par la loi du 12 octobre 1940 et n'ont jamais été réactivés |
| Les données manquantes sont à compléter. |                   |                                               |                                   | |